# Logging und Recovery
| QS-Informatik | Dieser Artikel wurde wegen inhaltlicher Mängel auf der Qualitätssicherungsseite der Redaktion Informatik eingetragen. Dies geschieht, um die Qualität der Artikel aus dem Themengebiet Informatik auf ein akzeptables Niveau zu bringen. Hilf mit, die inhaltlichen Mängel dieses Artikels zu beseitigen, und beteilige dich an der Diskussion! (+) Begründung: Umbau, Erweiterung, siehe z. B. en:Transaction log. --Trustable (Diskussion) 10:51, 13. Apr. 2017 (CEST) |

Logging und Recovery bezeichnet in der Informatik eine Sammlung von Maßnahmen und Techniken, um bei Datenbanksystemen (DBS) nach einem Fehlerfall (z. B. nach einem Systemabsturz oder einem Ausfall von Festplatten) den Datenverlust zu verhindern und die Fehlerfreiheit (Konsistenz) der Datenbank weiterhin zu garantieren. Mögliche Fehlerarten sind: Transaktionsfehler (z. B. Abbruch einer laufenden Transaktion wegen Sperrung durch eine andere Transaktion), Systemfehler (z. B. Rechnerausfall), Geräte- bzw. Externspeicherfehler (z. B. Festplattenausfall durch einen Headcrash) oder die sogenannte Katastrophe (z. B. dem vollständigen Verlust des Rechenzentrums nach einem Erdbeben).
Das Transaktionsprotokoll schreibt im laufenden Betrieb alle Änderungen auf der Datenbank mit und das Recovery stellt nach dem Fehlerfall (z. B. nach dem Reboot sofern ein Systemabsturz für den Fehler verantwortlich war) den letzten aktuellen (Verhinderung von Datenverlust) und fehlerfreien (konsistenten) Zustand der Datenbank wieder her.
Das Logging und Recovery ist somit verantwortlich für die Einhaltung der Konsistenz, Dauerhaftigkeit und Atomizität in einer Datenbank, drei der ACID-Eigenschaften.
Die Systemkomponenten, die für Logging und Recovery benötigt werden, sind temporäre Logdateien (zur Sicherung des Log-Puffers eines DBS bzw. DBVS), das Archivlog (zur Sicherung des DB-Puffers eines DBS bzw. DBVS), und die Archivkopie der Datenbank (zur Sicherung der Datenbank eines DBS).

## Transaktionsprotokoll
Ein Transaktionsprotokoll (englisch transaction log, transaction journal, database log, binary log) ist im Bereich von Datenbanken eine Historie von ausgeführten Aktionen. Ziel ist es, ACID-Eigenschaften auch nach einem Hardwareausfall zu bewahren. Physisch ist das Transaktionsprotokoll eine Logdatei.
Mit Hilfe des Transaktionsprotokolls kann nach einem Fehlerfall eine Wiederherstellung (Recovery) der Datenbank erfolgen, um Datenverlust oder Fehler in der Datenbank zu vermeiden.